# Hugli (Distrikt)
Hugli (bengalisch: হুগলী, Huglī) ist ein Distrikt im indischen Bundesstaat Westbengalen mit einer Fläche von 3149 km² und einer Bevölkerung von 5,5 Millionen Einwohnern (Stand: 2011).

## Geografie
Er grenzt an die Distrikte Paschim Medinipur, Bankura, Bardhaman, Nadia, Uttar 24 Pargana und Haora. Der Verwaltungssitz des Distrikts ist in Chunchura.
Hugli besteht aus den vier Subdivisions Chunchura Sadar, Chandannagar, Shrirampur und Arambag. An der Ostgrenze des Distrikts fließt der Fluss Hugli, der Fluss Damodar durchfließt den Distrikt von Nord nach Süd.

## Bevölkerung

### Einwohnerentwicklung
In den ersten Jahrzehnten des 20. Jahrhunderts wuchs die Bevölkerung eher schwach. Dies wegen Seuchen, Krankheiten und Hungersnöten. Seit der Unabhängigkeit Indiens hat sich die Bevölkerungszunahme beschleunigt. Während die Bevölkerung in der ersten Hälfte des 20. Jahrhunderts um rund 49 % zunahm, betrug das Wachstum in den fünfzig Jahren zwischen 1961 und 2011 147 %. Die Bevölkerungszunahme zwischen 2001 und 2011 lag bei nur noch 9,46 % oder rund 477.000 Menschen. Offizielle Bevölkerungsstatistiken werden seit 1901 geführt und veröffentlicht.
| Jahr      | 1901      | 1911      | 1921      | 1931      | 1941      | 1951      | 1961      | 1971      | 1981      | 1991      |
| Einwohner | 1.076.416 | 1.115.927 | 1.105.907 | 1.141.558 | 1.415.934 | 1.605.004 | 2.231.288 | 2.872.116 | 3.557.306 | 4.355.230 |

### Bedeutende Orte
Im Distrikt gibt es 77 Orte, die als Städte (towns und census towns) gelten. Deshalb ist der Anteil der städtischen Bevölkerung im Distrikt eher hoch. Denn 2.128.499 der 5.519.145 Einwohner oder 38,53 % leben in städtischen Gebieten. Die neun Orte mit mehr als 100.000 Einwohnern sind:

### Volksgruppen
In Indien teilt man die Bevölkerung in die drei Kategorien general population, scheduled castes und scheduled tribes ein. Die scheduled castes (anerkannte Kasten) mit (2011) 1.344.021 Menschen (24,35 Prozent der Bevölkerung) werden heutzutage Dalit genannt (früher auch abschätzig Unberührbare betitelt). Die scheduled tribes sind die anerkannten Stammesgemeinschaften mit (2011) 229.243 Menschen (4,15 Prozent der Bevölkerung), die sich selber als Adivasi bezeichnen. Zu ihnen gehören in Westbengalen 40 Volksgruppen. Mehr als 5000 Angehörige zählen die Santal (153.809 Personen oder 2,79 % der Distriktsbevölkerung), Bhumij (21.303 Personen oder 0,39 % der Distriktsbevölkerung), Kora (12.345 Personen oder 0,22 % der Distriktsbevölkerung), Oraon  (6498 Personen oder 0,12 % der Distriktsbevölkerung) und Lodha (5672 Personen oder 0,10 % der Distriktsbevölkerung).
Besonders hohe Anteile an Menschen der anerkannten Stammesgemeinschaften haben die Blocks Pandua (15,36 %), Dhaniakhali (14,26 %) und Polba-Dadpur (11,47 %).

## Geschichte
Das Gebiet des Distrikt Hugli wurde bereits in der ersten Hälfte des 16. Jahrhunderts von Europäern (Portugiesen) besucht, die einen Handelsposten in Hugli gründeten und 1599 ein Konvent und die erste christliche Kirche in Bengalen in Bandel bauten. Den Portugiesen folgten später die Dänen, Niederländer, Briten, Franzosen, Belgier und Deutschen. Die Niederländer ließen sich in Chunchura nieder, die Franzosen blieben von 1816 bis 1950 in Chandannagar. 1854 wurde der Bahnhof Serampore Town erbaut.
Der Distrikt Hugli entstand 1795. 1843 wurde der südliche Teil als Haora zu einem eigenständigen Distrikt. Ein weiterer Gebietsteil von Hugli wurde 1872 dem Distrikt Medinipur zugeschlagen.

## Wirtschaft
Die Wirtschaft des Distrikts ist überwiegend agrarisch geprägt, es werden vorwiegend Jute und Gemüse angebaut. Jutemühlen befinden sich entlang des Flusses Hugli in Tribeni, Bhadreswar, Champdani und Shrirampur. Die Firma Hindustan Motors hatte eine ihrer größten Produktionsstätten in Uttarpara im Süden des Distrikts Hugli. Das Werk wurde 2014 geschlossen.
Bemühungen der westbengalischen Landesregierung, mit Tata Motors einen weiteren Automobilproduzenten hier anzusiedeln und die Industrialisierung voranzutreiben, führten zu von der politischen Opposition angestachelten kommunalen Ausschreitungen bei Singur.

## Sehenswürdigkeiten
In Tarakeswar gibt es einen großen Tempel namens Taraknath Temple. Und in der ehemaligen dänischen Kolonie Serampore findet das religiöse Fest Ratha Yatra statt. Dort und in der Umgebung sind zahlreiche architektonische Überbleibsel europäischer Herkunft (Portugiesen, Holländer, Franzosen, Dänen und Briten) zu finden. In Bandel steht die Bandelkirche, die erste christliche Kirche in Bengalen. Und im Dorf Bali Dewanganj findet man etliche alte Tempel.

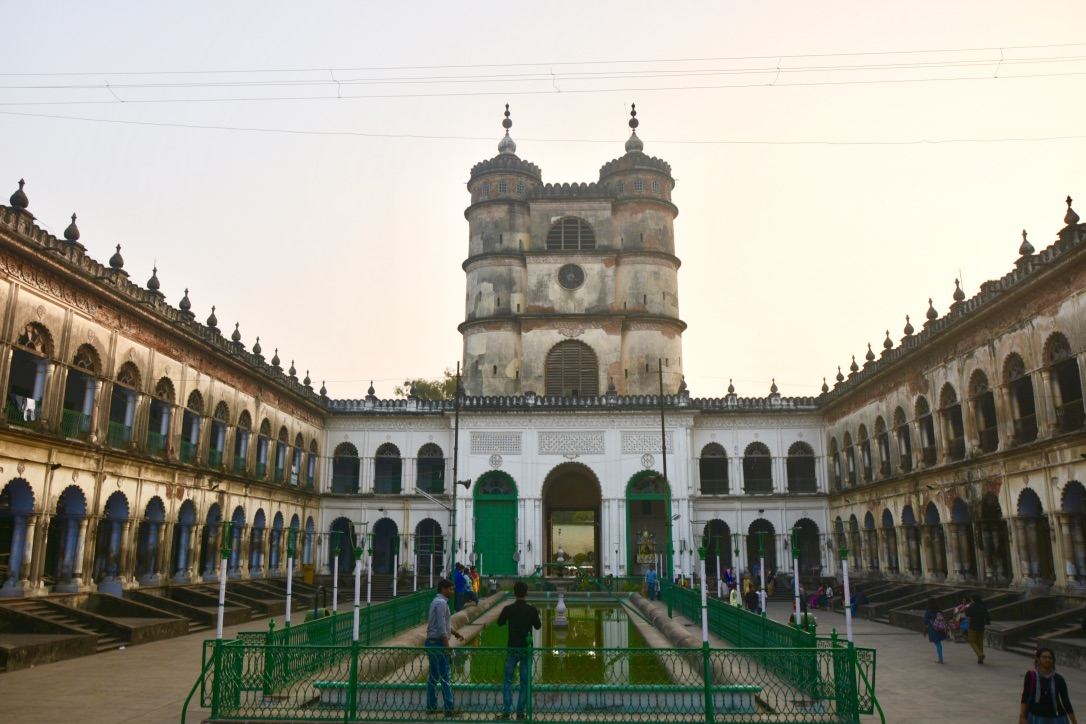
Hooghly Imambara
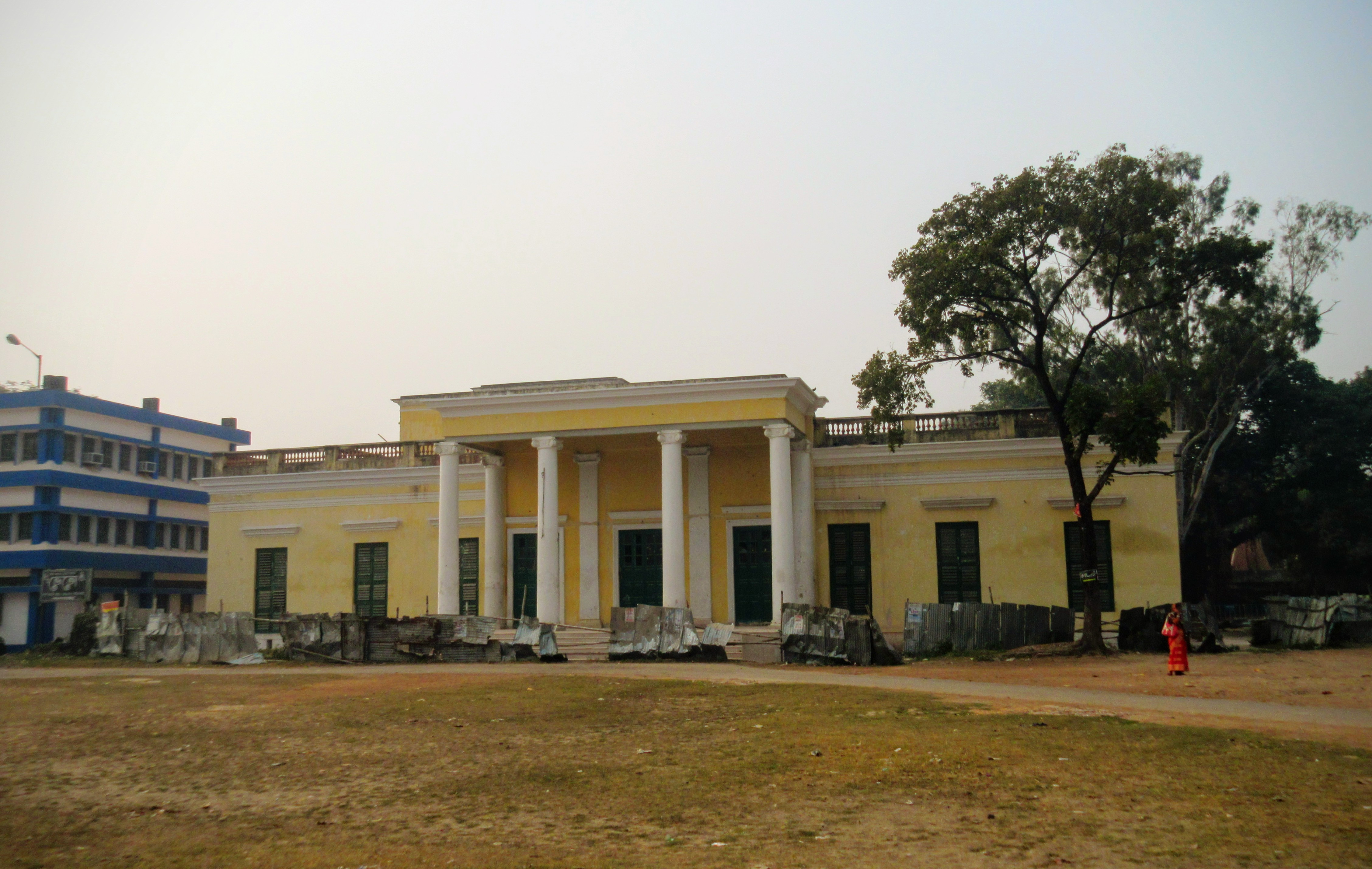
Dänisches Gouverneurshaus in Serampore
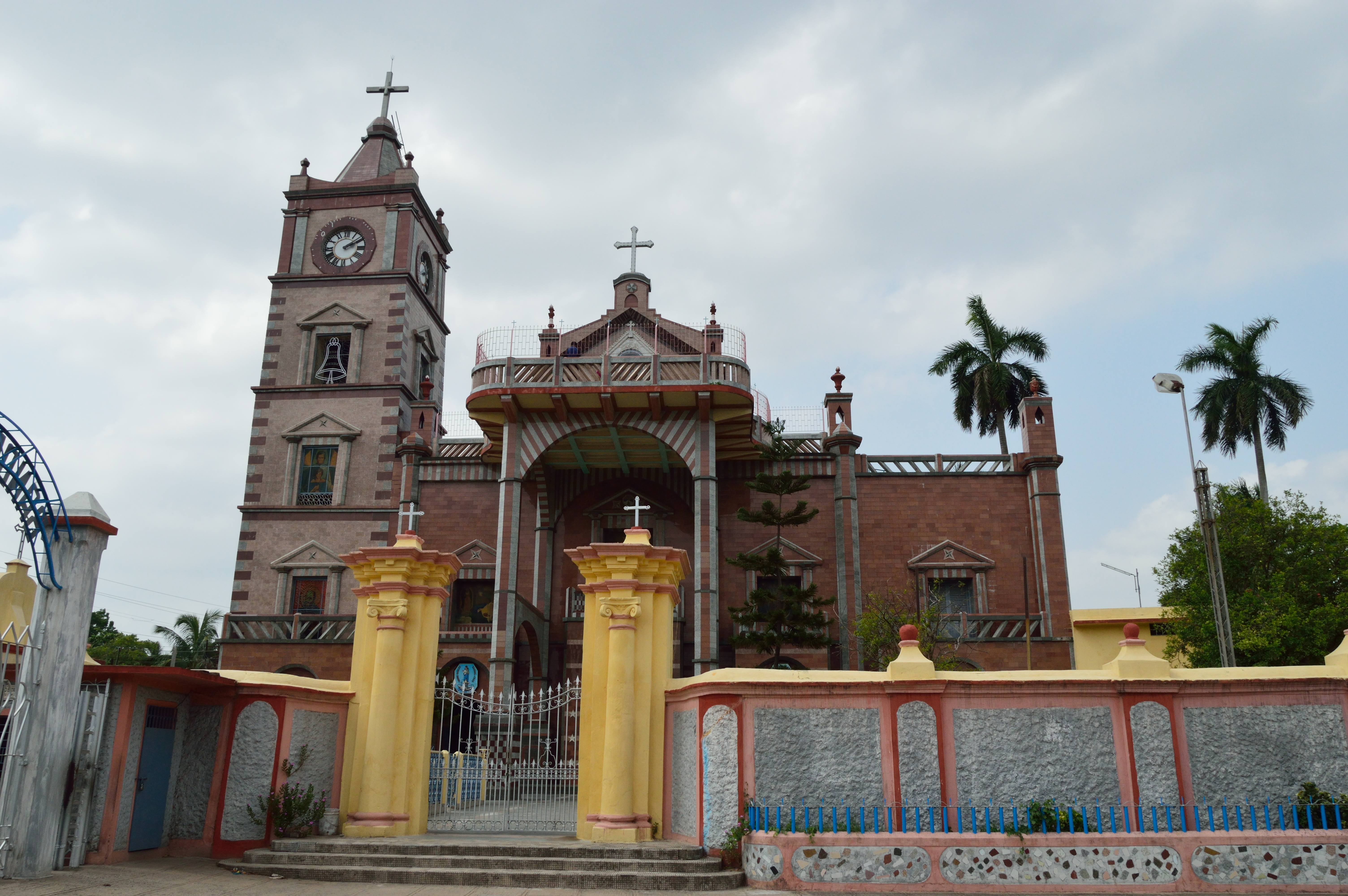
Bandelkirche
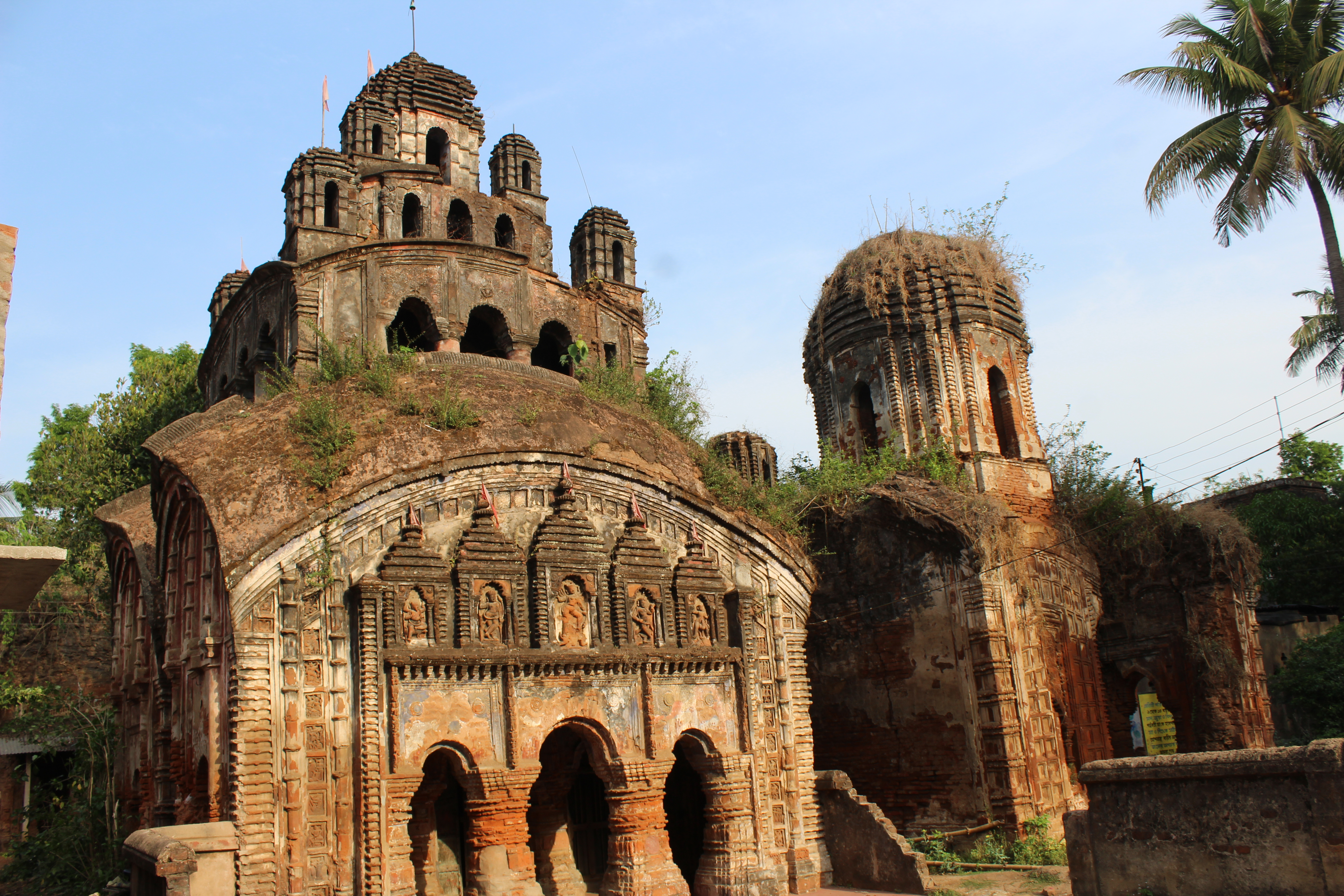
Durga Tempel in Bali Dewanganj
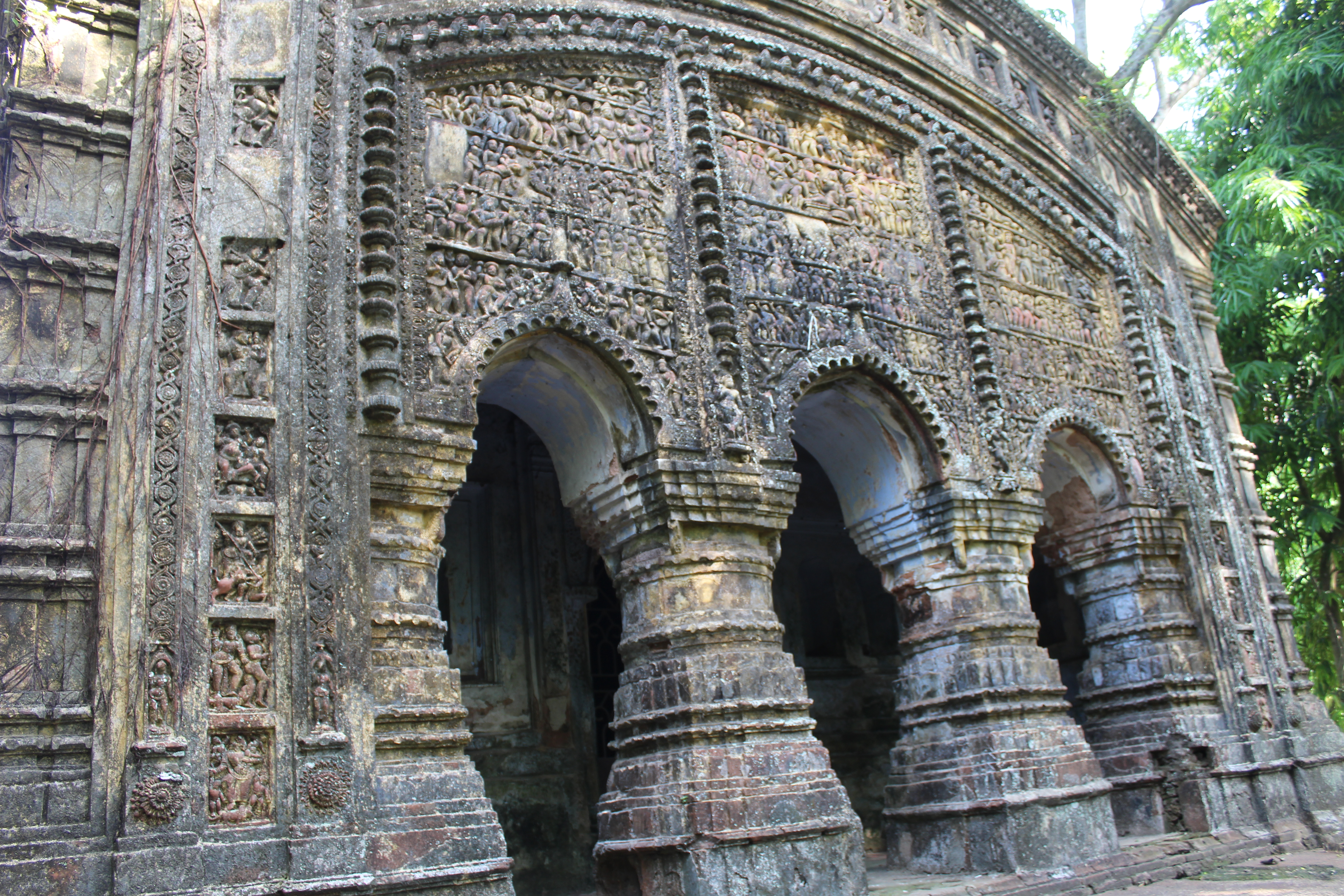
Damodar Tempel in Bali Dewanganj
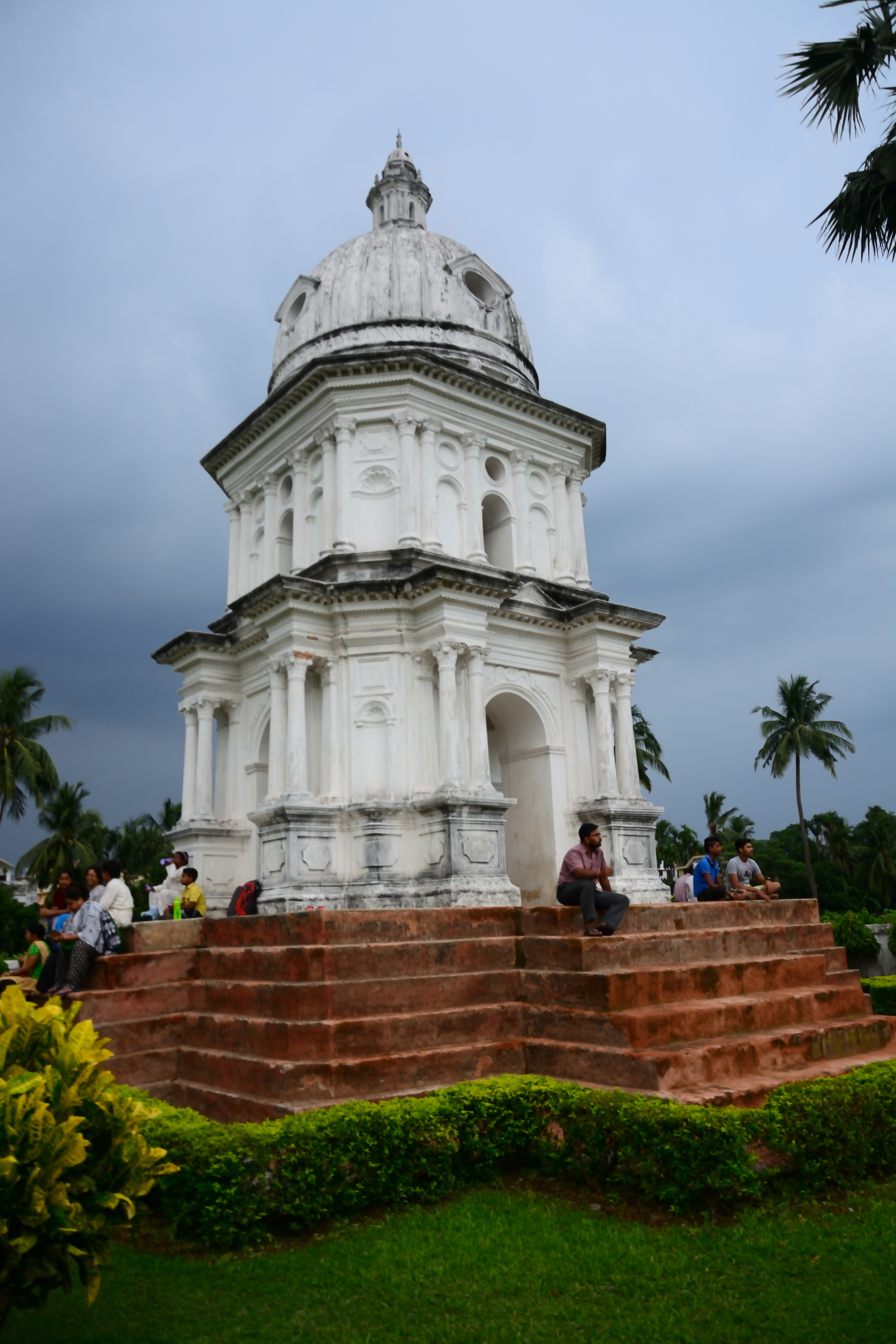
Holländisches Denkmal in Chinsurah